# Elmer Ambrose Sperry
Elmer Ambrose Sperry (ur. 12 października 1860 w Cincinnatus, New York, zm. 16 czerwca 1930 w Brooklynie, New York) – wynalazca i przedsiębiorca amerykański.
Uzyskał ponad 400 patentów, był założycielem ośmiu firm, które w końcu zostały połączone w jedną (Sperry Corporation).
Znany jest przede wszystkim jako współwynalazca (w 1910 roku wraz z Hermannem Anschütz-Kaempfem) kompasu żyroskopowego.
Sperry używał kompasu żyroskopowego do stabilizacji i sterowania statków, a następnie do sterowania samolotów. Sperry był pionierem aktywnego stabilizatora, kompasu żyroskopowego i autopilota żyroskopowego, uzyskując różne patenty w latach 1907–1914. Autopilot Sperry’ego był bardzo wymyślnym urządzeniem: wewnętrzna pętla sterowała silnikiem elektrycznym, który działał na maszynę sterującą, w tym czasie pętla zewnętrzna korzystała z kompasu żyroskopowego do wyczuwania przodu. Sperry zaprojektował także antycypator, który naśladował sposób, w jaki doświadczony sternik przejąłby ster, tak by tak zapobiec przesterowaniu. Antycypator był, de facto, pewnym rodzajem sterowania adaptacyjnego. Sperry i jego syn Lawrence zaprojektowali w tym czasie również automatyczne stabilizatory samolotów, które posiadały dodatkową złożoność w postaci regulacji trójwymiarowej. Urządzenie to wykorzystywało cztery żyroskopy i ujmowało w sobie także działanie różniczkujące – wprowadzone do mechanizmu jednak nie z uwagi na znajomość założeń teoretycznych, ale dzięki intuicyjnemu zrozumieniu zachowania układu.
W kolejnych dwóch dekadach nastąpił znaczący postęp technologiczny zarówno w stabilizacji statków jak i samolotów. W połowie lat 30. XX wieku wiele linii lotniczych korzystała z autopilotów Sperry’ego przy lotach na długie dystanse.
Sperry eksperymentował też z silnikami Diesla i kompasami żyroskopowymi w zastosowaniach dla statków i samolotów. Jego kompasy i stabilizatory zostały zaimplementowane w marynarce amerykańskiej i używane podczas obu wojen światowych. W 1918 roku wyprodukował także lampę łukową o wysokiej intensywności, która jako reflektor przeciwlotniczy była używana zarówno przez wojsko i marynarkę. W latach 1918–1920 pracował nad amerykańskim pociskiem manewrującym Kettering Bug.